# La Guerre des vampires
La Guerre des vampires est un roman affilié à la littérature merveilleuse-scientifique de l'écrivain français Gustave Le Rouge publié en 1909 aux éditions Albert Méricant. Le roman est réédité en 1912 sous le titre L'Astre d'épouvante.
Ce roman constitue la seconde partie des aventures de Robert Darvel sur la planète Mars, après la publication l'année précédente du récit Le Prisonnier de la planète Mars.

## Intrigue
Une équipe, composée par miss Alberte, la fiancée anglaise de Robert Darvel, travaille à secourir l'explorateur bloqué sur la planète Mars. Si ce dernier parvient à retourner de lui-même auprès de ses amis, il emmène néanmoins sur Terre quelques Vampires, des créatures martiennes invisibles.

## Autour de l'œuvre
Ce roman est le second volet du diptyque martien considéré comme un classique de la conjecture romanesque rationnelle. Tandis que Le Prisonnier de la planète Mars se terminait sur les aventures de Robert Darvel bloqué sur la planète rouge, La Guerre des vampires reprend le récit avec les recherches de ses amis pour le secourir.
Gustave Le Rouge poursuit l'exploration de la planète Mars avec l'apparition de nouvelles espèces. Outre une humanité aquatique simplement évoquée, l'auteur présente des créatures toujours plus dangereuses : des Vampires invisibles qui terrifient même les Erloors, et tout en haut de la chaîne alimentaire, un Grand Cerveau, véritable maître de la planète Mars.

## Publications françaises
- Éditions Albert Méricant, coll. « Le Roman d'aventures » no 8, 1909 (ill. Henri Thiriet).
- Éditions Albert Méricant, coll. « Les Récits mystérieux », 1912 sous le titre L'Astre d'épouvante.
- Éditions Larousse,  coll. « Contes et Romans pour tous » no 7, 1928 sous le titre L'Astre d'épouvante [lire en ligne].
- Éditions Jérôme Martineau, coll. « Gustave Le Rouge » no 1, 1966 dans le recueil Le Prisonnier de la planète Mars/La Guerre des vampires (ill. Henri Thiriet).
- Éditions Robert Laffont, coll. « Bouquins », 1986 dans le recueil Gustave Le Rouge.
- Les Moutons électriques, coll. « La Bibliothèque voltaïque » no 8, 2008 dans le recueil Le Prisonnier de la planète Mars, suivi de La Guerre des vampires.
- Terre de Brume, coll. « Terres Fantastiques - Littérature », 2008 dans le recueil Le Prisonnier de la planète Mars, suivi de La Guerre des vampires.